# ساوینا کایلین
ساوینا کایلین (به انگلیسی: Savina Caylyn) یک کشتی است که طول آن ۲۶۶ متر (۸۷۳ فوت) می‌باشد.